# Does Anybody Love You?
"Does Anybody Love You?" es la sextésima primera canción (trigesimonovena según quienes creen que las primeras 22 canciones son de Runt y no de Rundgren) y el Lado-B del séptimo sencillo del reconocido cantante y compositor estadounidense Todd Rundgren (Sometimes I Don't Know What To Feel), proveniente del álbum A Wizard, A True Star de 1973 (canción número 14) de estilo Pop Rock, 
En el LP de vinilo, este Lado-B era el segundo tema de Lado B del LP. En el álbum le precede su Lado-A "Sometimes I Don't Know What To Feel", y le sucede , "Medley: I'm So Proud/ Ooh Baby Baby/ La La Means I Love You/ Cool Jerk".

## Instrumentaria
- Piano
- Voz
- Batería

## Apariciones
- A Wizard, A True Star (Álbum de Todd Rundgren de 1973)

- Sometimes I Don't Know What To Feel (Sencillo de Todd Rundgren de 1973

- Singles Collection (Recopilación de Todd Rundgren 2005

## Chart
- Este single no puedo entrar en ningún puesto de chart.

- Datos: Q5812341